# 伊達政依
伊達 政依（だて まさより）は、鎌倉時代中期の御家人。仮名は伊達次郎、粟野蔵人。官位は従五位下・蔵人大夫。伊達氏4代当主。陸奥国梁川城主。

## 概要
伊達義広の次子で、子に宗綱、親長（桑折氏祖）、白石宗弘（白石長俊の養嗣子）がいる。建治元年（1275年）『造六条八幡新宮用途支配事』によれば伊達氏は鎌倉に起居していたことが分かる。剃髪した後は入道願西と号した。戒名は東昌寺殿覚印願西大居士。
仏教の信仰が深く、京都五山や鎌倉五山に倣って、東昌寺・光明寺・満勝寺・観音寺・光福寺を創建し、伊達五山（現在の北山五山）とした。東昌寺は伊達家最初の菩提寺である。

## 主な功績[要出典]
- 1247年　観音寺を建造。
- 1283年　東昌寺を建造。
- 1286年　満勝寺（現・万正寺）を建造。

## 関連作品
- 政宗ダテニクル（声：天月-あまつき-）2016年のアニメ作品および2021年の劇場アニメ作品。福島県伊達市のご当地アニメとしてガイナが制作。